# 秋枫村
秋枫村是中华人民共和国广东省广州市从化区太平镇所辖的一个行政村。村委会设在秋枫洞，位于太平圩东面约12.6千米。1958年人民公社化时设大队，因驻秋枫洞而得名秋枫大队。1983年12月改称乡，1987年1月改称村。辖13条自然村（秋枫洞、大冚口、金坑、牛牯潭、简贝岭、大冚、新村、高田庄、大山、火界岭、朝山、田心、高岭）。1998年时，全村共有400户，人口2123人。